# Parafia Zwiastowania Najświętszej Marii Panny w Białymstoku
Parafia pw. Zwiastowania Najświętszej Maryi Panny w Białymstoku – rzymskokatolicka parafia należąca do dekanatu Białystok – Białostoczek, archidiecezji białostockiej, metropolii białostockiej.

## Historia parafii
Parafia została utworzona 29 maja 2001 roku. Terytorium nowej placówki duszpasterskiej wydzielono z parafii św. Maksymiliana Kolbego i parafii Najświętszego Serca Jezusowego. Plac pod budowę nowej świątyni ofiarowali w akcie darowizny mieszkańcy Bagnówki. Darowiznę tę zamieniono z gminą Białystok na plac przy ul. Chętnika.

## Miejsca święte
Kościół parafialny
W 2007 rozpoczęto budowę kościoła parafialnego pw. Zwiastowania NMP według projektu architekta Andrzeja Kiluka.
30 września 2018 metropolita białostocki arcybiskup Tadeusz Wojda dokonał konsekracji kościoła.
Kościoły filialne i kaplice
- Kaplica pw. św. Józefa Rzemieślnika w Zakładzie Poprawczym w Białymstoku

## Obszar parafii
W granicach parafii znajdują się ulice z Białegostoku: 

- 42 Pułku Piechoty (nieparzyste 67–77),
- Antoniewicza,
- Baczyńskiego,
- Banachiewicza,
- Białkowskiego,
- Bogusławskiego,
- Boya-Żeleńskiego,
- Brodowicza,
- Brzechwy,
- Chełmońskiego,
- Chętnika,
- Fredry,
- Glogera,
- Gogola,
- Gorbatowa,
- Gorkiego,
- Kantora,
- Karłowicza,
- Karnego,
- Kluka,
- Kolonia Bagnówka (11–15),
- Korczaka,
- Kosińskiego,
- Kościałkowskiego,
- Leca,
- Lema,
- Leńskiego,
- Makuszyńskiego,
- Matejki,
- Moniuszki (nieparzyste 1–31, parzyste 2–36),
- Mościckiego,
- Niemcewicza,
- Norwida,
- Obrońców Westerplatte,
- Oczki,
- Paska,
- Pola,
- Puchalskiego,
- Puszkina,
- Rubinowicza,
- Skargi,
- Struga,
- Synów Pułku,
- Szymanowskiego,
- Szymańskiego,
- Torańskiej,
- Wańkowicza,
- Wschodnia,
- Wyki,
- Wyspiańskiego,
- Zana,
- Zoli
- Żmichowskiej